# سعيد بن يسار الأنصاري
سعيد بن يسار الأنصاري، المدني، البصري، مولى ميمونة زوجة النبي، وقيل: مولى شقران مولى رسول الله ﷺ. وقيل مولَى الْحسن بن عَلّي بن أبي طَالب. من رواة الحديث الثقات، وكان من العلماء الأثبات، توفي سنة ست عشرة ومائة، أو سبع عشرة ومائة.

## روايته للحديث النبوي
- حدث عن: أبي هريرة، وزيد بن خالد الجهني، وابن عباس، وعبد الله بن عمر.
- روي عنه: ابن أخته معاوية بن أبي مزرد، وسعيد المقبري، وأبو طوالة عبد الله بن عبد الرحمن، ويحيى بن سعيد، وابن عجلان ومحمد بن إسحاق، وآخرون.[3]

## أقوال العلماء فيه
أقوال علماء الجرح والتعديل فيه:
- قال أبو زرعة الرازي: «ثقة».
- قال أحمد بن شعيب النسائي: «ثقة».
- قال أحمد بن صالح الجيلي: «بصري تابعي ثقة».
- قال ابن حجر العسقلاني: «ثقة».
- قال الذهبي: «ثقة».
- قال خليفة بن خياط: «من قراء أهل البصرة».